# Conothraupis
Genre
Le genre Conothraupis regroupe deux espèces d'oiseau appartenant à la famille des Thraupidae.

## Espèces
Selon la classification de référence du Congrès ornithologique international (version 2.8, 2011) :
- Conothraupis speculigera – Tangara à miroir blanc
- Conothraupis mesoleuca – Tangara de Berlioz